# Фурманков, Николай Алексеевич
Николай Алексеевич Фурманков (18 декабря 1924, Орёл, СССР — 1986, Ленинград, СССР) — советский живописец, член Ленинградского Союза художников.

## Биография
Николай Алексеевич Фурманков родился 18 декабря 1924 года в городе Орле. Окончив школу, в 1941 был призван в Красную Армию. Участник сражений Великой Отечественной войны, отмечен боевыми наградами. После демобилизации приехал в Ленинград, в 1947 поступил в Ленинградское художественно-педагогическое училище. Занимался у И. А. Сретенской, А. А. Громова, П. Н. Боронкина. В 1952 окончил училище и в 1953 был принят на живописный факультет Ленинградского института живописи, скульптуры и архитектуры имени И. Е. Репина. Занимался у Б. Д. Харченко, А. Д. Зайцева, Б. В. Иогансона. В 1959 оканчил институт по мастерской Б. В. Иогансона с присвоением квалификации художника живописи. Дипломная работа — картина «Весна в колхозе»
Участвовал в выставках с 1959 года, экспонируя свои работы вместе с произведениями ведущих мастеров изобразительного искусства Ленинграда. Писал пейзажи, жанровые и историко-революционные композиции, реже портреты и натюрморты. В 1960 был принят в члены Ленинградского Союза художников. Персональная выставка произведений Фурманкова состоялась в 1985 году в Ленинграде в залах Ленинградского Союза художников.
Работы Н. А. Фурманкова находятся в фондах Музея Академии художеств, в Ленинградском отделении Союза художников России, в Музее истории города Ленинграда, Архангельском управление культуры, художественных музеях, картинных галереях и частных коллекциях в России, США, Германии, Японии, Франции, Венесуэлы.

## Творчество
Н. А. Фурманков был одарённым художником, работавшим в разных жанрах. Его творчество в целом развивалось в русле течения русской реалистической живописи. Приверженность этому направлению сказалась не только в высокой культуре цвета, яркости палитры, широкой манере письма. Фурманков был увлечён деревенской жизнью, природой и на протяжении всего своего творчества особенно успешно разрабатывал именно эти мотивы. Художник создавал свой мир образов, находил свой эмоциональный настрой, свои колористические решения. Его картины рождены любовью к русским людям, к родной земле, они насыщены бодрым, поэтическим восприятием мира. Художник любил сельскую природу искренне, непосредственно и умел раскрыть в обыденности её состояния, высокую поэзию и красоту. Его радовало бурное пробуждение природы, когда деревья покрываются нежной листвой, когда зацветают первые травы и небо кажется беспредельным в своей чистоте. Часто присутствующие в его картинах животные усиливают поэтический настрой произведений. Волновали ранние приметы весны: начинающий подтаивать снег, распрямившиеся, но ещё голые ветки, зеленеющая кора ивы. Осень дарит золото лесов, свежий ветер, серебристость туманов. Неоднократно обращаясь к этим мотивам, художник каждый раз решал их по-новому. Фурманков бывал в творческих командировках на Кавказе, в Туркмении, на Баренцевом и Белом морях, писал этюды в Загорске, Владимире, Суздале, Калининской области. С увлечением писал этюды под Вологдой и на Сенеже. Но самой близкой стала ему Старая Ладога. В 1960-1970 годы он неоднократно работал здесь на творческой базе ленинградских художников «Старая Ладога».
Николай Фурманков известен и как мастер тематической картины, пейзажа, портрета. Художнику принадлежит несколько многофигурных композиций на историко-революционную тему. Для каждой мастер изучал материал по многочисленным источникам, искал выразительный типаж, тщательно отбирал предметы обстановки, что определило историческую достоверность изображённых событий.
Постоянно занимала художника военная тема. Фурманов писал сцены из фронтовой жизни и послевоенного восстановления. Много сил и времени художник отдал разработке темы труда. Его интересовали рабочие люди: горняки, литейщики, строители дорог, рыбаки. Появлению каждой его картины предшествовали напряженные поиски, многие творческие пробы. Особенно долго Фурманков работал над произведениями из шахтёрской жизни. Сила характера, убежденность, оптимизм рабочего человека, раскрытые Фурманковым в произведениях шахтерского цикла, составили одну из наибольших творческих удач мастера. Созданные им портреты, при всей их несомненной индивидуальности, вырастают до обобщенных, типических образов современников.